# Гюб ван Букел
Гюб ван Букел (нід. Huub van Boeckel; нар. 25 січня 1960) — колишній нідерландський тенісист.
Найвищу одиночну позицію світового рейтингу — 93 місце досяг 21 жовтня 1985, парну — 96 місце — 26 вересня 1988 року.

## Фінали за кар'єру

### Одиночний розряд (1 поразка)
| Результат | В-П | Дата     | Турнір              | Покриття | Суперник   | Рахунок       |
| --------- | --- | -------- | ------------------- | -------- | ---------- | ------------- |
| Поразка   | 0–1 | Гру 1984 | Аделаїда, Австралія | Трава    | Пітер Дуен | 6–1, 1–6, 4–6 |

### Парний розряд (1 поразка)
| Результат | В-П | Дата     | Турнір             | Покриття | Партнер        | Суперники                | Рахунок  |
| --------- | --- | -------- | ------------------ | -------- | -------------- | ------------------------ | -------- |
| Поразка   | 0–1 | Жов 1987 | Тель-Авів, Ізраїль | Тверде   | Вольфганг Попп | Гілад Блюм Шахар Перкісс | 2–6, 4–6 |